# Tigru de Sumatra
Tigrul de Sumatra (Panthera tigris sumatrae) este o subspecie de tigru, cel mai frecvent întâlnită pe insula Sumatra din Indonezia.
Are 234 cm lungime și cântărește în jur de 136 kg. Acest tigru are dungi mai restrânse în comparație cu alte specii. Se estimează că există mai puțin de 500 tigri de Sumatra rămași în întreaga lume. Acest declin se datorează braconajului intens al acestui animal magnific, în special pentru blana lui prețioasă, care are o cerere mare pe piața internațională. În 2008 a fost clasificat ca specie pe cale de dispariție de către Uniunea Internațională pentru Conservarea Naturii.